# Handball in Österreich
Die Wiege des Handballsports in Österreich ist der Platz des Wiener Sport-Clubs, wo 1921 die ersten Feldspiele ausgetragen wurden. Ersten Handballspiele in der Halle wurden 1933 im Wiener Konzerthaus organisiert.

## Anfänge
Die erste Erwähnung eines Handballwettbewerbes in Österreich, war der Mädchen Wettbewerb an dem „Mittelschul-Turn- und Sportfest“ im August 1920.
Im Herbst 1920 besuchte Carl Schelenz die Wiener Leichtathleten und brachte ihnen das Handballspiel bei. Ende 1921 stellte der Wiener Sport-Club und DSC Danubia den Antrag an den Österreichischen Leichtathletik-Verband (ÖLV), Handball als leichtathletische Disziplin anzuerkennen und eine Organisation zu gründen. An der Generalversammlung des ÖLVs im Jänner 1922 wurde der Antrag dieser zwei Vereinen stattgegeben und der Österreichische Handballausschuß unter der Leitung von Willy Blau gegründet.

## Österreichischer Handballbund
| Handball in Österreich | Handball in Österreich              |
| ---------------------- | ----------------------------------- |
| kein Logo verfügbar    |                                     |
| Verband:               | Österreichischer Handballbund (ÖHB) |
| Gründung:              | 1925                                |
| IHF-Beitritt:          | 1946                                |
| EHF-Beitritt:          | 1991                                |

Als eigentliche Geburtsstunde kann die Gründung des Österreichischen Handballbundes (ÖHB) in Wien am 25. Januar 1925 bezeichnet werden.
Schon 1926 kam es jedoch zur politischen Spaltung. Den Arbeiterportverbänden angehörige Klubs traten aus und spielten eigene Arbeiter-Meisterschaften der Männer und Frauen. Die Arbeiter-Handballer und auch andere Sparten wie Leichtathletik, Schwimmen, Kraftsport und Turnen waren überaus stark und gut organisiert. Dies ermöglichte die Organisation einer Arbeiterolympiade in Wien, die mit der Eröffnung des Wiener Stadions zusammenfiel. Das Handballfinale gewann Österreich gegen Deutschland vor rund 60.000 Zuschauern mit 10:9.
1934 wurden die Arbeitersportverbände und -vereine behördlich aufgelöst. Andere Sportverbände wie der ÖHB traten die Nachfolge an, der zum ersten Mal den Sportbetrieb leiten konnte.
Nach dem Ende des Zweiten Weltkrieges bauten Arbeitersportverband und einige bürgerliche Verbände gemeinsam das Handball-Verbandswesen ab Mai 1946 zunächst in Wien und später auch in den Bundesländern neu auf, 1947 schloss sich auch die Sportunion an.
Der ÖHB zählt aktuell rund 17.500 Einzelmitglieder in knapp 110 Vereinen.
Er ist Mitglied in der IHF seit 1946 und in der EHF seit deren Gründungsjahr 1991.
Höhepunkte in der Geschichte des ÖHB waren die Ausrichtung der letzten Feldhandball-Weltmeisterschaft der Geschichte 1966 sowie der Männer-Europameisterschaften 2010 und 2020.

## Nationale Meisterschaften
| Staatsmeisterschaft Männer | Staatsmeisterschaft Männer                           |
| -------------------------- | ---------------------------------------------------- |
| 1. Staatsmeisterschaft:    | Feld: 1947 / Halle: 1961                             |
| 1. Staatsmeister:          | Feld & Halle: ATSV Linz                              |
| Rekordmeister:             | Feld: ATSV Linz (9×) / Halle: Bregenz Handball (9×)  |
| Staatsmeisterschaft Frauen |                                                      |
| 1. Staatsmeisterschaft:    | Feld: 1947 / Halle: 1971/72                          |
| 1. Staatsmeisterinnen:     | Feld: Danubia Wien / Halle: Union Admira Landhaus    |
| Rekordmeisterinnen:        | Feld: unbekannt / Halle: Hypo Niederösterreich (42×) |

1923 wurden die ersten, auf Wien beschränkten Meisterschaften auf dem Großfeld ausgetragen. Erste Titelträger wurden die Lehrer-Sportvereinigung (Männer) und Danubia Wien (Frauen).
1947 wurde in Graz die erste offizielle Österreichische Staatsmeisterschaft veranstaltet, die Danubia Wien bei den Frauen und ATSV Linz bei den Männern gewannen. Bis 1965/66 wurde der Titel des Österreichischen Staatsmeisters im Feldhandball ausgetragen, Rekordmeister bei den Männern ist der ATSV Linz mit neun Titeln. Schon ab 1946 gab es in Wien eine erste improvisierte Hallenmeisterschaft in einem Durchgang in der Möbelhalle des Wiener Messepalastes.
Ab 1961 wurde der offizielle Titel eines österreichischen Staatsmeisters in der Halle vergeben, zunächst bis 1969 noch in Turnierform in der Wiener Stadthalle. Erster Titelträger war ATSV Linz. Die erste eigentliche Handball-Staatsmeisterschaft in Ligaform wurde 1969/70 ausgetragen. Seither hat sich in Österreich ein mehrklassiges Ligasystem etabliert. Den ersten österreichischen Staatsmeister-Titel (Ligaform, Halle) bei den Männern holte sich 1969/70 Union Edelweiß Linz. Als Rekordmeister gilt Bregenz Handball mit neun Ligasiegen.
Den ersten Titel einer österreichischen Handball-Staatsmeisterschaft (Ligaform, Halle) der Frauen holte sich 1971/72 Union Admira Landhaus. Rekordmeisterinnen mit 46 Titeln sind die Frauen von Hypo Niederösterreich.

## Pokalbewerbe
Der ÖHB-Cup wird seit 1987/88 ausgetragen.
Erster Titelträger bei den Männern war UHC Stockerau.
Erfolgreichster Teilnehmer ist der Handballclub Fivers Margareten mit acht Siegen aus zehn Finalteilnahmen.
Den ersten Cupsieg bei den Frauen holte sich Union Südstadt, dessen Nachfolgeverein Hypo Niederösterreich mit 32 Titeln auch erfolgreichster Teilnehmer ist.

## Internationale Vereinsbewerbe
Bei den Männern stellen eine Finalteilnahme des HC Linz AG am EHF-Cup 1993/94 sowie die Finalteilnahme des HC Hard am EHF Challenge Cup 2007/08 die bisher größten internationalen Erfolge österreichischer Handballvereine dar.
Bei den Frauen zählen acht Siege der Champions League und ein Sieg im Europapokal der Pokalsieger durch Hypo Niederösterreich zu den größten Erfolgen auf Vereinsebene.

## Nationalteams

### Männer
| Österreichische Männer-Handballnationalmannschaft                                                              | Österreichische Männer-Handballnationalmannschaft           |
| --- | ----------------------------------------------------------- |
| 1. Länderspiel:                                                                                                | 13. September 1925 in Halle (Saale) gegen Deutschland (3:6) |
| 1. EM-Teilnahme:                                                                                               | 2010                                                        |
| 1. WM-Teilnahme:                                                                                               | 1938                                                        |
| 1. OL-Teilnahme:                                                                                               | 1936                                                        |
| Medaillengewinne:                                                                                              |                                                             |
| EM: 0 × Gold, 0 × Silber, 0 × Bronze WM: 0 × Gold, 1 × Silber, 1 × Bronze OL: 0 × Gold, 1 × Silber, 0 × Bronze |                                                             |

Die Geschichte der österreichischen Männer-Handballnationalmannschaft begann am 13. September 1925, als diese gegen die deutsche Nationalmannschaft das erste Länderspiel in der Handballgeschichte überhaupt in Halle (Saale) mit 3:6 gewann (Großfeld).
Zu den Sternstunden des österreichischen Männerhandballs gehören der Gewinn der Silbermedaille bei den Olympischen Spielen 1936 und bei der Hallenweltmeisterschaft 1938 (beide in Berlin) sowie der Bronzemedaille bei den letzten Feldhandball-Weltmeisterschaft der Geschichte 1966 in Österreich.
An der B-WM 1992 im eigenen Land konnte das Nationalteam den zweiten Platz belegen, im selben Jahr gewann das österreichische Team Gold an der Studenten-WM in Sankt Petersburg.
Es folgten Qualifikationen für Weltmeisterschaftsendrunden in den Jahren 1993 (14.), 2011 (18.), 2015 (13.), 2019 (19.) und 2021 (26.) sowie Teilnahmen an Europameisterschaftsendrunden 2010 (9.), 2014 (11.), 2018 (15.), 2020 (8.), 2022 (20.) und 2024 (8.).
Am meisten Länderspiele bestritten Ewald Humenberger (246), Robert Weber (228, Stand September 2024) sowie Patrick Fölser (218). Die meisten Tore für das österreichische Nationalteam erzielten Andreas Dittert (1.089), Robert Weber (990 Tore in 228 Spielen, Stand September 2024) und Viktor Szilágyi (907 m Tore in 203 Spielen).

### Frauen
| Österreichische Frauen-Handballnationalmannschaft                                                              | Österreichische Frauen-Handballnationalmannschaft |
| --- | ------------------------------------------------- |
| 1. Länderspiel:                                                                                                | 7. September 1930 in Prag gegen Deutschland (4:5) |
| 1. EM-Teilnahme:                                                                                               | 1996                                              |
| 1. WM-Teilnahme:                                                                                               | 1949                                              |
| 1. OL-Teilnahme:                                                                                               | 1992                                              |
| Medaillengewinne:                                                                                              |                                                   |
| EM: 0 × Gold, 0 × Silber, 1 × Bronze WM: 0 × Gold, 2 × Silber, 1 × Bronze OL: 0 × Gold, 0 × Silber, 0 × Bronze |                                                   |

Die größten Erfolge der österreichischen Frauen-Handballnationalmannschaft waren die Silbermedaille bei den Feldhandball-Weltmeisterschaften 1949 in Ungarn und 1960 in den Niederlanden, die Bronzemedaillen bei der Weltmeisterschaftsendrunde 1999 in Norwegen/Dänemark und der Europameisterschaftsendrunde 1996 in Dänemark sowie der 5. Platz bei den Olympischen Sommerspielen 1992 in Barcelona.
Die meisten Länderspiele bestritten Barbara Freibauer (geb. Strass) (272), Natascha Rusnachenko (255) und Iris Morhammer (237). Die meisten Tore für das Frauen-Nationalteam erzielten Jasna Kolar-Merdan (1.206 Tore in 163 Spielen), Ausra Fridrikas (1.059 Tore in 133 Spielen) und Stanka Božović (910 Tore in 220 Spielen).

## Bekannte Spieler
Der ÖHB hat fünf Spieler und sieben Spielerinnen in seine Hall of Fame aufgenommen.

### Männer
- Andreas Dittert
- Patrick Fölser
- Ewald Humenberger
- Josef Steffelbauer
- Viktor Szilágyi[7]

### Frauen
- Herma Bauma
- Stanka Božović
- Barbara Freibauer (Strass)
- Ausra Fridrikas
- Jasna Kolar-Merdan
- Iris Mohrhammer
- Stephanie Subke (Ofenböck)[8]

Ausra Fridrikas und Iris Mohrhammer wurden zudem in die Ruhmeshalle der Europäischen Handballföderation EHF aufgenommen.
Zudem ehrt der ÖHB alljährlich Handballer des Jahres ebenso wie Mannschaft, Trainer, Newcomerin bzw. Newcomer, Legionärin bzw. Legionär sowie österreichische Legionärin bzw. Legionär im Ausland des Jahres.